# Радосавлевич, Добросав
Добросав Радосавлевич (серб. Добросав Радосављевић), известный по прозвищу Цока и по псевдониму Народ (10 февраля 1921, Салаш-Ночайски, у Мачванской-Митровицы — 3 апреля 1942, Шабац) — югославский сербский партизан, участник Народно-освободительной войны Югославии, Народный герой Югославии.

## Биография
Родился 10 февраля 1921 года в селе Салаш-Ночайски у Мачванской-Митровицы в большой крестьянской семье, многие члены которой были сторонниками коммунистической революции. Окончил начальную школу в родном селе и затем пошёл в училище на сапожника. Из-за бедственного материального положения многие его братья и сёстры не могли учиться в школе. Он окончил училище за два года, а не за три. Сам учил эсперанто и французский язык. Достаточно много читал, в том числе и марксистскую литературу. Посещал неоднократно Библиотеку рабочих в Лачараке у Сремской-Митровицы, где можно было найти множество революционеров.
В 1938 году Добросав перебрался в Белград, вступил в рабочее движение и Союз работников кожевенной промышленности при Объединённых рабочих синдикатах. Состоял в Союзе коммунистической молодёжи Югославии, избирался в руководство СКМЮ от отделения рабочих кожевенной промышленности . Некоторое время работал в Сараево и Крагуеваце, затем обратно вернулся в Белград, продолжая участвовать в революционном рабочем движении. Был отличным оратором, выступая на различные политические и культурные темы перед революционерам, антифашистами, рабочими и студентам. В 1938 году принят в Коммунистическую партию Югославии и избран в Белградский комитет СКМЮ. Получил партийный псевдоним «Народ» за то, что умел выступать перед народом, а среди друзей и родственников был известен как «Цока». В ноябре 1940 года стал секретарём Подринского окружного комитета КПЮ, занявшись организацией новых партийных ячеек, работая с крестьянами и рабочими и вовлекая их в антифашистское движение.
После оккупации Югославии гитлеровцами Окружной комитет занялся закупкой оружия, которое ещё не попало в руки к немцам после капитуляции Югославской королевской армии. Также партийное руководство стало закупать медикаменты и проводить курсы оказания первой медицинской помощи, создавать молодёжные группы и т.д. Поскольку Добросав был связан с Сербским краевым комитетом КПЮ, он несколько раз отправлялся в Белград. 29 июня 1941 года по его инициативе в Шабаце была созвана конференция КПЮ, на которой присутствовали Миле Ивкович и Вукица Митрович. Там же было принято решение об образовании Мачванского партизанского отряда. К середине июля 1941 года Добросав обошёл весь Подринский округ, собрав множество небольших групп партизан-добровольцев. Добросав участвовал в организации различных акций отряда, а также разработал план нападения на Богатич 7 августа. Позже он стал заместителем политрука в отряде.
После Первого антипартизанского наступления Добросав отправился с Мачванским отрядом на юг, но в декабре 1941 года получил распоряжение от Верховного штаба вернуться к Мачве и уйти в сторону Подринья и Поцерины. Отряд был разделён на множество маленьких рот, которым было бы проще пройти через вражескую территорию. В конце декабря Добросав с группой партизан, ведомой Небойшей Ерковичем, прибыл в деревню Бела-Река у Шабаца. 27 декабря группа разделилась на два отряда: Добросав Радосавлевич, Радован Вукович, Мимчило Срнич и Миленко Берич ушли к Поцерине, а Еркович с четырьмя партизанами остался в доме и той же ночью погиб в перестрелке с лётичевцами.
Добросав прибыл в село Добрич, где спрятался в доме местного гробовщика Якова Петровича и его жены Елены. Вопреки призывам оккупационных властей найти «злобного коммуниста» и «вождя коммунистической банды», семья два с половиной месяца скрывала Добросава, даже приготовив убежище на случай опасности. Прохожим говорили, что он является контрабандистом табака из Раджевины. За время своего пребывания Добросав установил контакт с местной партизанской ячейкой во главе с Жико Ерчичем. Поскольку дом Петровичей был тайным убежищем, Добросав вскоре вынужден был его покинуть. Однажды в дом зашёл местный четник, желавший купить табак у «контрабандиста», но когда он зашёл в дом, Добросава там уже не было. Он ушёл в село Петковица 14 марта, но попался в плен к четникам и был выдан гестаповцам в Шабаце    .
Агенты гестапо и специальной полиции из Белграда допрашивали Добросава: у них был большой компромат на него в виде показаний осуждённых в 1940 и 1941 годах коммунистов, выступавших в судах Шабаца и Белграда, а также показания пленных партизан. Позднее гестаповцам попались множество иных документов о деятельности Радосавлевича. Им было известно, что он является одним из лидеров коммунистического движения Шабаца, поэтому его подвергали особенно жестоким пыткам, пытаясь добиться от него сведений о его соратниках. Однако Добросав отказался кого-либо выдавать, за что был приговорён к повешению. 3 апреля 1942 года смертный приговор в отношении Добросава Радосавлевича был приведён в исполнение на глазах у узников лагеря, в том числе и его отца Стевана. Перед смертью Добросав заявил о верности идеалам свободы, Народно-освободительной войны, Коммунистической партии Югославии и Советскому Союзу.
5 июля 1952 года указом Президиума Народной скупщины Федеративной Народной Республики Югославии Добросаву Радосавлевичу было посмертно присвоено звание Народного героя Югославии. Его имя ныне носят школы в Мачванской-Митровице и Салаше-Ночайском. До 2003 года его имя носила школа в Маюре. Также его именем названы улицы в Салаше-Ночайском, Мачванской-Митровице и деревне Клупци около Лозницы.

## Семья
В Народно-освободительной войне Югославии участвовала вся семья Добросава, в том числе его отец Стеван, братья Воислав и Живко, а также сестра Катарина. Войну пережили сестра Гина, помогавшая партизанам, и младший брат Станислав, который был слишком мал для того, чтобы участвовать в боях.
- Стеван Радосавлевич (1900–1943) был крестьянином, с сентября 1941 года состоял в Мачванском партизанском отряде как труженик тыла. После разгрома отряда в конце декабря вернулся в Салаш-Ночайски, был арестован и сослан в Шабац, а оттуда 24 апреля 1942 выслан на принудительные работы в Норвегию, где умер в лагере Ботон в 1943 году[2][6].
- Воислав Войкан Радосавлевич (1918—1941), известный под прозвищем «Будённый», был крестьянином и состоял в КПЮ. В конце июля 1941 года вступил в Мачванский партизанский отряд. Имел звание поднаредника (младшего сержанта) запаса. 13 августа 1941 назначен командиром 1-й роты Мачванского отряда, но в тот же день во время битвы за Текериш погиб[2].
- Живко Радосавлевич был курьером Мачванского отряда, арестован полицией в конце 1941 года и расстрелян[2].
- Катарина Радосавлевич (1924–1947) в сентябре 1944 года вступила в 1-ю воеводинскую пролетарскую ударную бригаду с которой участвовала в боях до конца войны. Дожила до победы, но от последствий тяжёлого ранения скончалась в 1947 году[2][6].